# Barna skapuláré

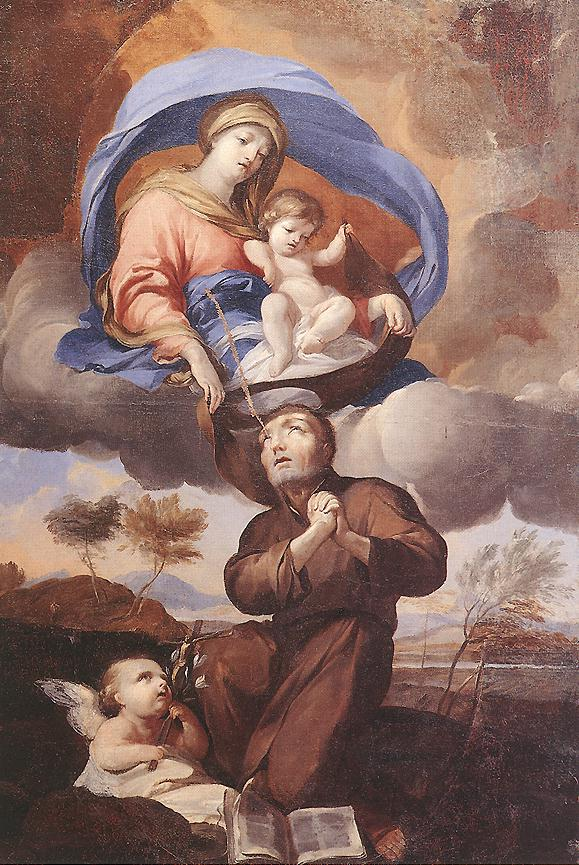
Pierre Puget festménye

A római katolikus egyház szentelményei közé tartozik több szerzetesrend skapuláréja (vállruhája). Ezek közül a legfontosabb és legelterjedtebb a Kármelhegyi Boldogasszony barna skapuláréja.
XV. Benedek pápa szavai: „Legyen közös nyelvetek az Evangélium szava, és közös fegyveretek a Kármelhegyi Szűz skapuláréja, amelyet mindegyiketeknek viselnie kellene, amely éppen a halál utáni pártfogás egyedülálló kiváltságának örvend!”

## A barna skapuláré története

### AKarmelita Rend
A skapuláré története szorosan összefonódik a Karmelita Rend történetével. A Kármel-hegy a Szentföldön fekszik, a Földközi-tenger mentén húzódik 30 km hosszan. A hegység kemény mészkövében számtalan barlang és hasadék nyújt menedékhelyet mindazoknak, akik visszavonultan és magányosan kívánnak szemlélődni. Már Illés próféta és tanítványa, Elizeus is ide vonultak vissza. A kora keresztény korban is élt itt számtalan remete. Ők aztán 1209 körül szorosabb remeteszövetséget hoztak létre és szilárd szabályok szerint való életre határozták el magukat, így megalapították az első, szabályzat szerint élő karmelita kolostort. Ezután egész Európából megindult a szerzetesek áramlása ide, úgyhogy Palesztinában rövid időn belül 15 újabb kolostor keletkezett. A fiatal szerzet azonban sokat szenvedett a szaracénoktól. Ezért a karmelita rend priorja megengedte, hogy az Európa különböző országaiból származó szerzetesek visszatérhessenek hazájukba, hogy ott új karmelita kolostorokat alapíthassanak. Ilyen módon terjedt el a rend Dél-Olaszországban, Dél-Franciaországban, Aquitania-ban és Spanyolországban. A szaracénok végül elpusztították a Kármel hegy kolostorait és a még ott élő szerzetesközösség minden tagját lemészárolták.

### Stock Szent Simon
1212-ben néhány angol szerzetes is visszajutott hazájába, hogy ott kolostorokat alapítsanak. Angliában ugyanekkor élt egy Simon nevű remete, aki már 12 évesen elhagyta apja házát, hogy egy tölgy lyukas odvában vegyen lakást magának. Valószínűleg ezért kapta a szent a Stock (törzs) melléknevet. Simon már 48 éves volt, amikor a Szentföldről elűzött szerzetesekre bukkant. Mivel e szerzetesek Szűz Mária iránti nagy szeretete mélyen megragadta őt, csatlakozott hozzájuk. 50 évesként küldték el Oxfordba tanulni, ahonnan Simon néhány év múlva doktori címmel tért a kolostorba vissza. 80 éves aggastyán volt, amikor a rend hatodik generálisává választották. Ezzel azonban súlyos terhet róttak rá, mivel rendjét nem nézték szívesen Európában. A 13. század elején már két másik kolduló rend alakult: a dominikánusok (1216-ban) és a ferencesek (1223-ban). Ezért Rómában bizonyos pártok gyanakvó szemmel néztek a Szentföldről importált rendre. Attól féltek, hogy a kolduló rendekből vadhajtások nőnek, és hogy a kolduló szerzetesekből csapatok alakulnak. Ezért nagy erőfeszítéseket tettek, hogy a rendet elnyomják és felszámolják.

### A Kármelhegyi Boldogasszony átadja a barna skapulárét
Ekkor Szent Simon Szűz Máriához fordult, hogy a Karmelita Rendet ne hagyja el, és anyai védelmének adja valamilyen különleges jelét. Erre az imára jelent meg neki 1251. július 16-án (vasárnap) Cambridge-ben Szűz Mária, és átnyújtotta neki a skapulárét ezekkel a szavakkal:
„Fiam, fogadd rended e skapuláréját
jeléül azoknak a különleges kiváltságoknak,
melyeket én neked és a Kármel gyermekeinek megszereztem.
Aki ebben a kegyelmi ruhában hal meg,
az megmenekül az örök tűztől.
Ez az üdvnek jele, 
védőruha a veszedelmekben,
különleges béke
és különleges védelem biztosítéka.”
Szent Simon örömmel vette át a skapulárét és azonnal gondoskodott elterjedéséről. A pápa ennek hatására újfent megerősítette a rendet. Ezután a Karmelita Rend gyorsan virágzásnak indult Európában. Mikor Stock Szent Simon 1265-ben meghalt, a fiatal szerzetes közösség már 40 kolostort és remeteséget számlált.

## A Skapuláré Társulat

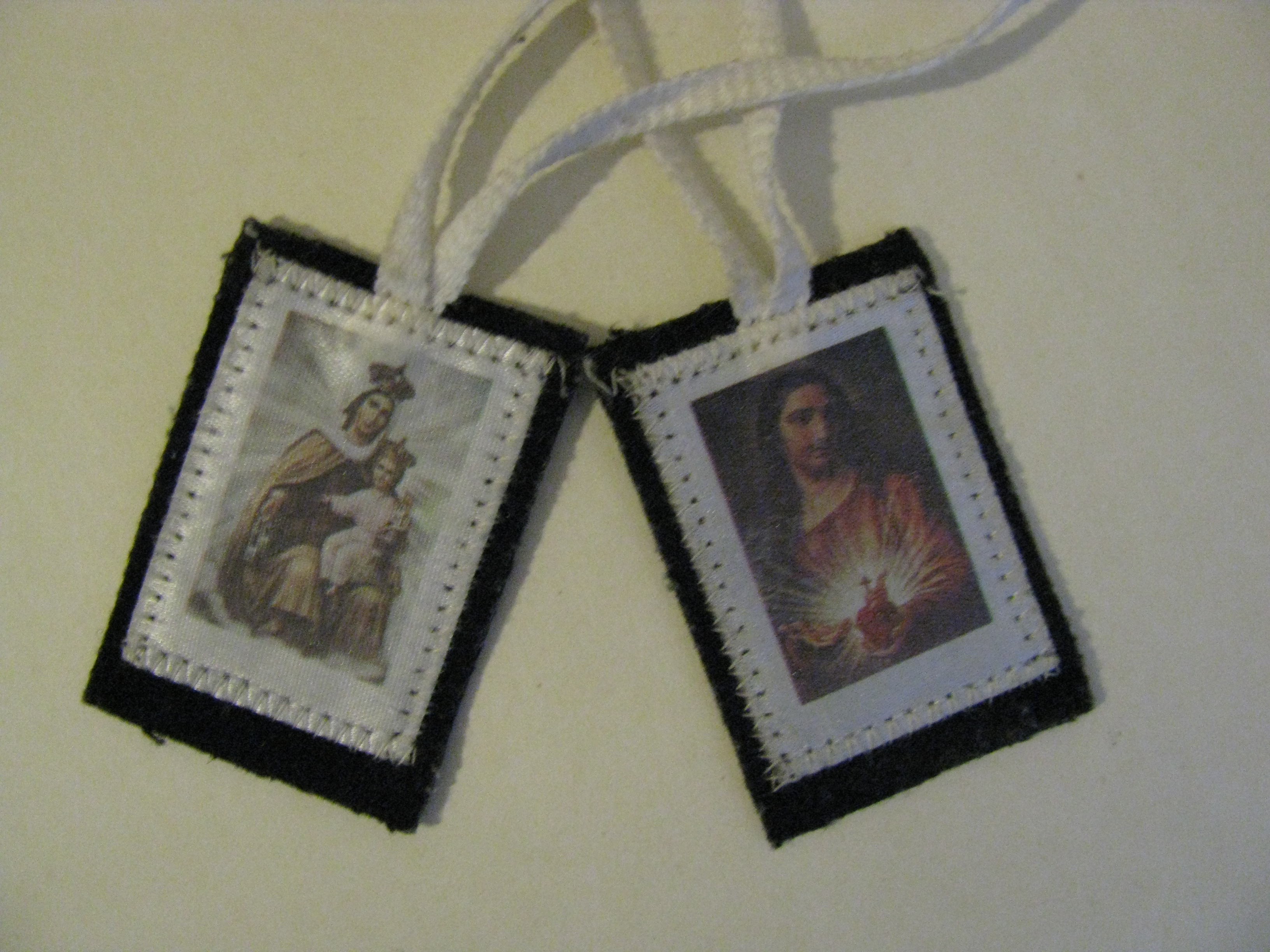
Skapuláré

A skapulárét minden megkeresztelt katolikus személy felveheti.

A skapulárét papok és diakónusok áldhatják meg és adhatják fel; rajtuk kívül még más erre felhatalmazott személyek is feladhatják azt.

Kétféleképpen lehet felvenni a skapulárét:
- Skapuláré Társulathoz való csatlakozási szándék nélkül – ilyen formában bármely pap, diakónus feladhatja;
- Skapuláré Társulathoz való csatlakozási szándékkal – ehhez szükséges a Karmelita Rend engedélye.

Már Stock Szent Simon életében megalakult az úgynevezett „skapuláré rend”, más néven Skapuláré Társulat. Nemsokára nagy és kiemelkedő személyiségeket lehetett ebben a skapuláréban látni, mint például Szent Lajos francia királyt és az ő egész királyi családját. Az idők során praktikus okokból a világi hívők számára kis vászondarab váltotta föl a vállruhát, amelyet szintén átvetve viselnek. Ebben a formájában két barna szövetdarabkából áll, melyet két zsinór vagy szalag köt össze. Általában kép is van a szövetdarabokon: az egyiken a Kármelhegyi Boldogasszony, a másikon pedig Jézus Szentséges Szíve látható. 1900 óta X. Pius pápa engedélyezte a skapuláré helyettesítését egy éremmel, melynek egyik oldalán Jézus Szentséges Szíve, másik oldalán a Kármelhegyi Boldogasszony ábrázolása látható.

### A Skapuláré Társulat kötelmei
1. Törekedni kell az állapotunknak megfelelő tisztaságban élni (vagyis papok és szerzetesek az egyházi rendnek megfelelő, házasok a keresztény házasság erkölcsének megfelelő, és hajadonok illetve nőtlenek a nem-házasoknak előírt állapotban).
2. El kell imádkozni az úgynevezett máriás napi imákat, pl. a skapuláré imát, vagy tartózkodni kell szerdán, pénteken és szombaton a húsételektől (böjt), vagy egy rózsafüzért naponta el kell imádkozni.

### Skapuláré ima
Ó, Boldogságos Szeplőtelen Szűz,

Kármelhegy ékessége és fénye,

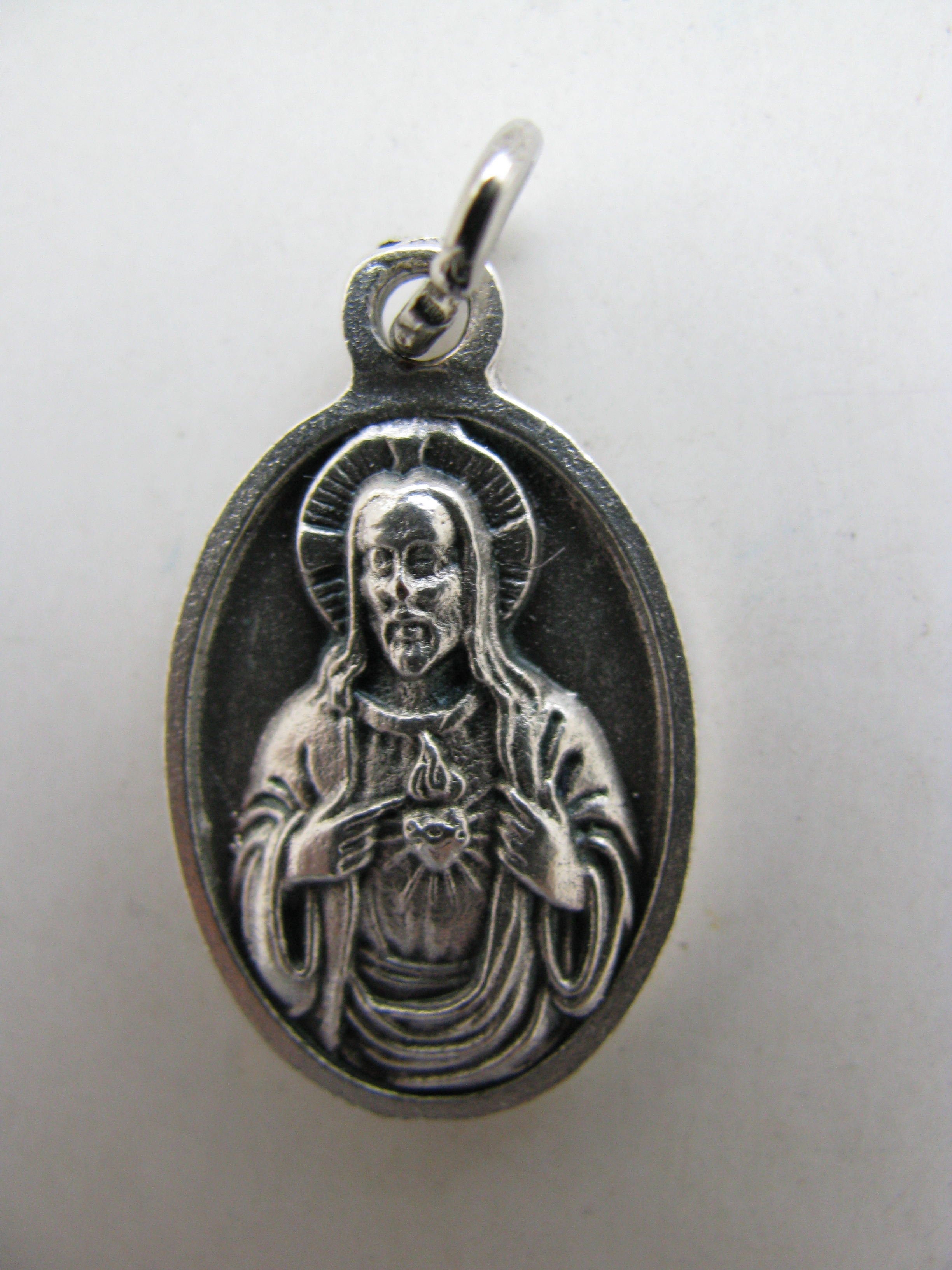
Skapuláré érem, Jézus Szentséges Szíve kép

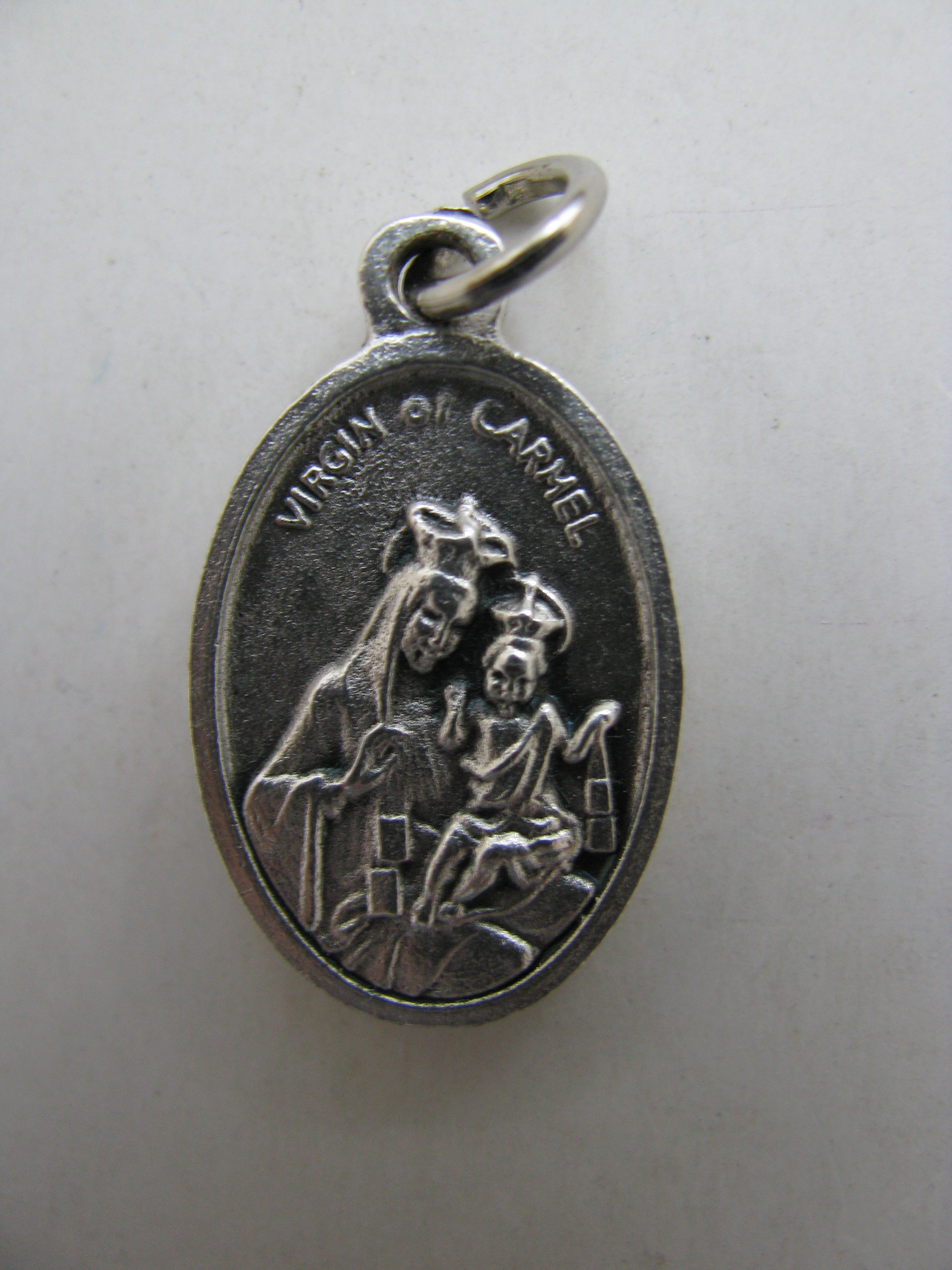
Skapuláré érem, Kármelhegyi Boldogasszony a gyermek Jézussal kép

ki különösen kegyes szemmel tekintesz arra,

aki áldott ruhádat viseli;

tekints reám is kegyesen

és fogadj oltalmad palástja alá.

Erősíts hatalmaddal,

világosítsd meg lelkem homályait bölcsességeddel

s gyarapítsd bennem a hitet, reményt és szeretetet.

Ékesítsd fel lelkemet kegyelmekkel és erényekkel,

hogy isteni Fiadnak mindenkor kedve teljék benne.

Állj mellettem életemben,

vigasztalj meg halálomban édes jelenléteddel,

és mutass be a Szentháromságnak,

mint gyermekedet és ájtatos szolgádat,

hogy a mennyországban örökké dicsérhesselek és áldhassalak.

Amen.
(Végén: 3 Üdvözlégy Mária és 1 Dicsőség)

## A barna skapuláré viselőinek tett ígéretek
1. Mária megóv bennünket az örök pokol tűzétől;
2. Mária a halálunkat követő első szombaton kiszabadít bennünket a tisztítótűzből.

Az első kegyelmi kiváltságban Mária nem a bűneink ellenére való üdvösségünket ígéri meg, hanem azt, hogyha a skapuláré viselése közben az a szerencsétlenség érne bennünket, hogy súlyos bűnbe esnénk, Mária az isteni kincsekből olyan hatékony kegyelemmel érintené meg szívünket, hogy ennek hatására üdvös módon megváltoznánk és megtérnénk. Ha csak nem állunk makacsul ellen ennek a kegyelemnek, akkor Mária ilyen módon megmenti lelkünket, úgyhogy bemehetünk az örök üdvösségbe.
A skapuláré második kegyelmi kiváltsága abból áll, hogy Mária a halálunk utáni első szombaton kiszabadít a tisztítótűzből. Ez az úgynevezett szombati kiváltság XXII. János pápa egy látomásán alapszik. Sok későbbi pápa erősítette meg ezt.

## Skapuláréhoz kötöttbúcsúk
32 pápa gazdagította a barna skapulárét viselő közösséget búcsúkkal. A búcsú lehet teljes vagy részleges.

### Teljes búcsú
Teljes búcsú nyerhető:
- a Skapuláré legelső felvételének napján,
- Stock Szent Simon (május 16.),
- Kármelhegyi Boldogasszony (júl. 16.),
- Szent Illés próféta (júl. 20.),
- Lisieux-i Kis Szent Teréz (okt. 1.),
- Avilai Szent Teréz (okt. 15.),
- karmelita Mindenszentek (nov. 14.),
- Keresztes Szent János (dec. 14.)

ünnepén.

### Részleges búcsú
A Skapuláré ill. Érem kegyes használata (pl. egy gondolat, egy odafigyelés, egy érintés, egy csók…) azon kívül, hogy szövetségünket erősíti a Boldogságos Szűzzel és Istennel, részleges búcsúval jár, amelynek értéke annak arányában emelkedik, hogy ki-ki a jámborságnak és buzgalomnak milyen mértékével rendelkezik.
Ezeknek a búcsúknak az elnyeréséhez az alábbi feltételeknek kell eleget tennünk:
1. szentségi gyónás, szentségi áldozás, a pápa szándékára való imádság (pl. Miatyánk, Üdvözlégy).
2. ígéret arra, hogy meg akarom tartani a Skapuláré Társulat kötelmeit.

## A Kármelhegyi Boldogasszony aMária-jelenésekben
A mi századunkban is új jelentőséget nyert a skapuláré:

- 1858-ban Lourdes-ban a Szűzanya Bernadette Soubirous-nak, mint Kármelhegyi Boldogasszony jelent meg utoljára, július 16-án, a Kármelhegyi Boldogasszony ünnepén.
- 1917. október 17-én Fátimában az utolsó jelenés utolsó képe a Kármelhegyi Boldogasszony képében, skapuláréval látható Szűzanya volt, amint ezt előzőleg kétszer is megígérte a látnok gyermekeknek,
- és ugyanígy tanított négy esztendőn át Garabandalban (1961), ahol Szent Mihály főangyal előre bejelentette, hogy a Szűzanya a Kármelhegyi Boldogasszony képében fog megjelenni, s valóban így is látták, rendkívül nagy skapuláréval jobb csuklóján. A további jelenések alkalmával is látták ezt a barna skapulárét a Szűzanya karján.

Mikor a fatimai látnokot, Lucia nővért (aki a Karmelita Rend tagja lett) megkérdezték, miért jött Mária utolsó fátimai jelenésekor Kármelhegyi Istenanyaként, ő ezt válaszolta:

„Ezzel Mária azt a kívánságát akarta kifejezésre juttatni, hogy minden ember hordja a skapulárét az Ő Szeplőtelen Szívének való felajánlása jeleként.”

## II. János Pál pápa és a Kármelhegyi Boldogasszony Skapuláréja
Rómában, a Szent Péter bazilikához vezető Via della Conciliazione sugárúton van a Kármelhegyi Szűzanya temploma, amelyet 1728. november 11-én XIII. Benedek pápa szentelt fel. A plébániatemplom minden évben ünnepélyes körmenetet tart a Borgonak nevezett patinás városrész utcáin, a hívek nagyszámú részvételével. A konfraternitás tagjai vállukon hordozzák körbe a Kármel-hegyi Szűzanya 1922-ben készült kegyszobrát, amelyet XI. Piusz pápa áldott meg 1928-ban egy magánkihallgatás során. A kegyszobor Máriát mint aranyozott fa trónuson ülő Királynőt ábrázolja, mellette a Gyermek Jézussal.
2001. szeptember 12-én a Szűzanyától kapott ajándék, a Skapuláré 750. évfordulója alkalmából II. János Pál pápa helyezett koronát a Boldogasszony kegyszobor fejére, a Szent Péter téren megtartott kihallgatás során. A városrészről ún. Traspontinai-nak nevezett Kármel-hegyi Szűz temploma számos II. János Pál pápához fűződő emléket őriz. Amikor 1991. február 10-én felkereste a plébánia közösségét, büszkén mutatta meg skapuláréját, ezekkel a szavakkal: „Én a Kármel-hegyi Szűz skapuláréját már gyermekkorom óta hordom”. A Szűzanya kegyszobrát őrző oldalkápolna előtt kitett kép emlékeztet erre az eseményre, római tájszólásban hozzátéve: a Pápa „egy közülünk”. A fénykép a fiatal Karol Wojtyłat ábrázolja, munkás sapkával a fején, még azokból az évekből, amikor a kőfejtőben dolgozott. Csupasz felső testén jól látható a nyakában a skapuláré.
II. János Pál pápa néhány nappal az ellene 1981. május 13-án 17 óra 17 perckor elkövetett merénylet után, azzal a kéréssel fordult a plébánia karmelita atyáihoz, hogy küldjenek számára egy új skapulárét, mivel ami rajta volt, véres lett a lövések következtében. (Ali Agca török terrorista – saját elbeszélése szerint –, mielőtt  tette elkövetésére indult volna, éppen a templom közelében lévő Traspontina kávézóba tért be.) A Szentatya, miután megkapta az új skapulárét, másnap egy csokor rózsát küldött a Szűzanya kegyszobrának díszítésére, hálából, hogy a skapuláré megóvta életét.